# Acacia millefolia
Acacia millefolia é uma espécie de leguminosa do gênero Acacia, pertencente à família Fabaceae.